# Trigonálně prizmatická molekulová geometrie
Trigonálně prizmatická molekulová geometrie je molekulová geometrie, ve které je šest atomů, skupin atomů, nebo ligandů, uspořádáno kolem centrálního atomu takovým způsobem, že vytváří vrcholy trojbokého hranolu.

## Příklady

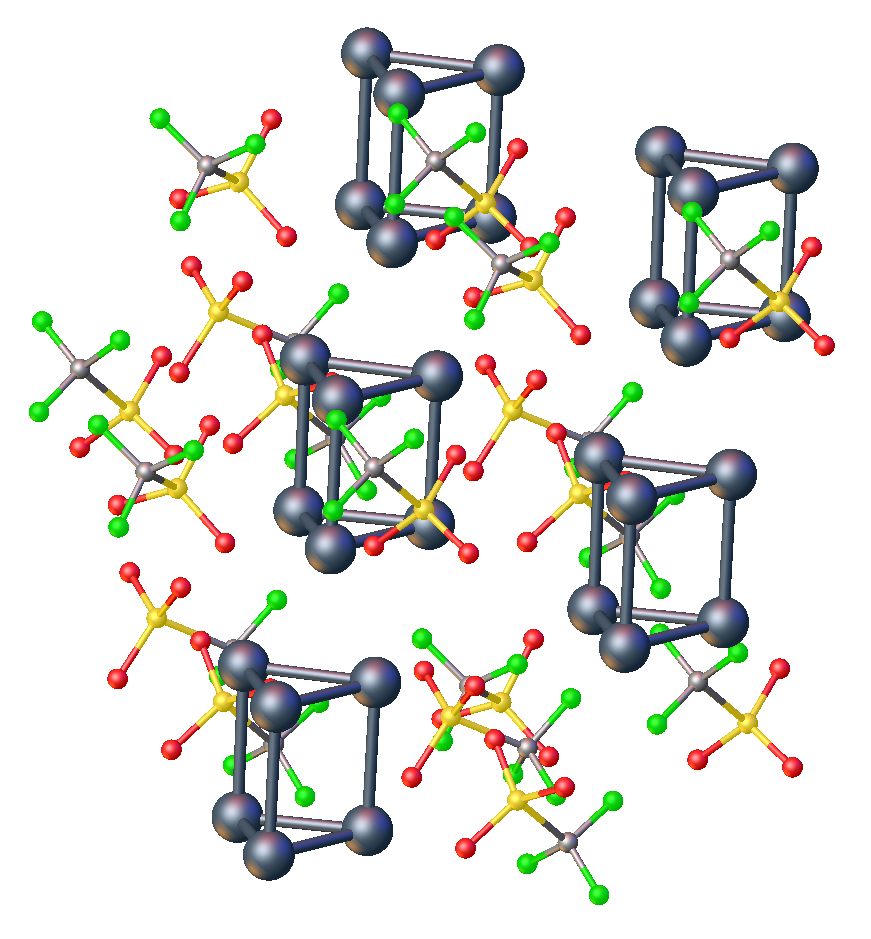
Část krystalové mřížky [Te_{6}](O_{3}SCF_{3})_{2}; délky stran trojúhelníků činí 270 pm a jejich vzdálenosti 306 pm.

Prvním popsaným komplexem s touto geometrií se stal hexamethylwolfram (W(CH3)6).
Trigonálně prizmatické hexamethylové komplexy, jak neutrální, jako jsou Mo(CH3)6 a Re(CH3)6, tak i iontové, například Ta(CH3) −
6  a Zr(CH3) −
6 , vytvářejí i další přechodné kovy.
Trigonálně prizmatický je rovněž komplex Mo(S−CH=CH−S)3, u nějž může každá S−CH=CH−S skupina sloužit jako bidentátní ligand, kde se na kov navazují dva atomy síry. Koordinační geometrie je zde, se šesti atomy síry okolo molybdenu, podobná jako u sulfidu molybdeničitého (MoS2).